# Dalemin
Dalemin – jezioro w woj. wielkopolskim, w powiecie międzychodzkim, w gminie Międzychód, leżące na terenie Pojezierza Poznańskiego.

## Dane morfometryczne
Powierzchnia zwierciadła wody wynosi 1,4 ha.

## Hydronimia
Według spisu opracowanego przez Komisję Nazw Miejscowości i Obiektów Fizjograficznych (KNMiOF) nazwa tego jeziora to Dalemin. W różnych publikacjach i na niektórych mapach topograficznych jezioro to występuje pod nazwą Dalenin.
Dane z państwowego rejestru nazw geograficznych nie podają nazw obocznych tego jeziora.